# Pierre de Larivey
Pierre de Larivey, född 20 juli 1549, död 12 februari 1619, var en fransk dramatiker.
Som förmedlare av den italienska teatertraditionen fick Larivey stor betydelse för den franska komedins utveckling. Hans Comédies facétieuses (2 samlingar, 1579 och 1611) återgår på italienska original men är utförda i en folklig frispråkig dialog, vars naturliga tonfall förebådar Molière. För vissa scener i L'Avare utnyttjade Molière Lariveys Les esprits som förebild.